# Rhopalognatha
Rhopalognatha is een geslacht van vlinders van de familie spinneruilen (Erebidae), uit de onderfamilie Calpinae.

## Soorten
- R. anterosticta Dognin, 1914
- R. cyanescens Dognin, 1914
- R. chota Dognin, 1897
- R. molybdota Dognin, 1914
- R. purpureofusa Dognin, 1914